# Certolizumab pegol
Certolizumab pegol (CDP 870) – humanizowany fragment Fab' przeciwciała monoklonalnego skierowanego przeciwko TNF-α, połączony z glikolem polietylenowym (czyli poddany tzw. pegylacji). Preparat wytwarzany jest na drodze fermentacji mikrobiologicznej. Proces pegylacji ma na celu wydłużenie okresu półtrwania leku.

## Zastosowanie
- choroba Leśniowskiego-Crohna[1] (lek nie jest zarejestrowany w tym wskazaniu w Polsce)
- reumatoidalne zapalenie stawów[2] - w przypadku braku odpowiedzi na leczenie metotreksatem lub innymi lekami modyfikującymi przebieg choroby (DMARDs)

## Mechanizm działania
Certolizumab pegol działa poprzez związanie ludzkiego TNF-α (zarówno formy błonowej jak i rozpuszczalnej). Hamuje w ten sposób dalsze działania prozapalne cytokiny, redukując objawy chorobowe. 
Przeciwciało nie zawiera fragmentu krystalizującego (Fc), charakterystycznego dla kompletnych przeciwciał, stąd w warunkach in vitro nie wiąże elementów dopełniacza i nie powoduje cytotoksyczności komórkowej zależnej od przeciwciał.

## Działania niepożądane
Do najczęstszych działań niepożądanych występujących po zastosowaniu leku należą zakażenia bakteryjne i wirusowe, eozynofilia, leukopenia, nadciśnienie tętnicze, wysypka, zapalenie wątroby (ze zwiększeniem stężenia enzymów wątrobowych), gorączka oraz ból.

## Farmakokinetyka
Lek wykazuje farmakokinetykę liniową (stężenia w osoczu są proporcjonalne do podanej dawki) zarówno u osób chorych na RZS jak i zdrowych. Biodostępność certolizumabu po podaniu podskórnym (w porównaniu do dożylnego) wynosi 80%. 